# Alexandra Kordes
Alexandra Kordes (* 1969 in Arnsberg) ist eine deutsche Filmproduzentin und Kamerafrau. Gemeinsam mit ihrer Schwester Meike Kordes betreibt sie die Kordes & Kordes Film GmbH.

## Leben
Alexandra Kordes wuchs in Sundern auf, in einer Familie, die dort seit Generationen lebt. Im Alter von 12 Jahren schrieb sie mit ihren Freundinnen Mirjam Müntefering und Gisela Schulte ein 120 Seiten langes Drehbuch für einen Film und schickten die ersten 20 Seiten an einen Fernsehsender. Mit 13 Jahren drehten die Freundinnen ihren ersten Film mit einer organisierten Kamera. Bis zum Studium drehten sie vier weitere Filme. Ihre Schwester Meike spielte in diesen mit und übernahm später die Organisation. Sie machte ihr Abitur am Städtischen Gymnasium Sundern. Sie studierte an der Ruhr-Universität Bochum Theater-, Film und Fernsehwissenschaften, Germanistik und Psychologie. Es folgten Arbeiten an ersten Kurz- und Langfilmen sowie die Inszenierung eines Theaterstücks. Sie ging für ein Praktikum bei einem Filmprojekt nach Berlin. Sie machte dann an der Hochschule für Film und Fernsehen Babelsberg ein Studium mit der Vertiefungsrichtung Kamera begann.
Gemeinsam mit ihrer Schwester Meike gründete sie 2003 die Kordes & Kordes Film.
Kordes ist Mitglied der Deutschen sowie der Europäischen Filmakademie. Sie unterrichtet seit dem Jahr 2009 als Dozentin an der Drehbuchwerkstatt München.

## Filmografie (Auswahl)
Produzentin
- 2003: Sei nicht Blök (Animations-Socialspot)
- 2004: Vladimir Malakhov: Suche nach Schwerelosigkeit. Ein Porträt. (Dokumentarfilm)
- 2005: Siehst du mich? (Fernsehfilm)
- 2006: Auf jüdischem Parkett (Dokumentarfilm)
- 2006: Sieh zu, dass du Land gewinnst
- 2006: Vier Minuten
- 2008: Morgen räum' ich auf (Fernsehfilm)
- 2010: Poll
- 2010: Der kleine Nazi (Kurzfilm)
- 2011: Festung
- 2011: Mein Bruder, sein Erbe und ich
- 2012: Ein Jahr nach morgen (Fernsehfilm)
- 2012: Rosakinder (Dokumentarfilm)
- 2013: Ich fühl mich Disco
- 2014: Polina Semionova: Primaballerina zwischen New York und Berlin (Dokumentarfilm)
- 2014: Agnieszka
- 2015: Tag der Wahrheit (Fernsehfilm)
- 2016: Jonathan
- 2016: Familie Lotzmann auf den Barrikaden (Fernsehfilm)
- 2018: Petting statt Pershing
- 2020: Das Gesetz sind wir (Fernsehfilm)
- 2021: Die Schule der magischen Tiere
- 2022: Die Schule der magischen Tiere 2
- 2024: Die Schule der magischen Tiere 3

Kamerafrau
- 1995: Ötzi also gets the Blues (Dokumentarfilm)
- 1995: Der Sonderbau (Dokumentarfilm)
- 1995–96: Songerie Froide (Kurzfilm)
- 1996: Die Haifischbar (Kurzfilm)
- 1998: Late at Night (Kurzfilm)
- 1999: Allee der Kosmonauten
- 1999: Wunderbares Wrodow (Dokumentarfilm)
- 1999: L'Object Du Desir (Dokumentarfilm)
- 1999: Sternschnuppe
- 2000: Der Wettkampf (Fernsehfilm)
- 2000: Drei Sekunden Bach (Kurzfilm)
- 2000: Die Königin – Marianne Hoppe (Dokumentarfilm)
- 2001: Gripsholm – Zwischen Gestern und Morgen (Dokumentarfilm)
- 2001: Durch dick und dünn (Fernsehfilm)
- 2002: Kühe vom Nebel geschwängert
- 2002: Si-Gueriki, la reine-mère (Dokumentarfilm)
- 2002: Gedächtnis der Orte (Dokumentarfilm)
- 2004: Last Minute
- 2004: Schnitt – Der Regisseur und die Cutterin (Dokumentarfilm)
- 2004: Erfahrung macht klug (Dokumentarfilm)
- 2004: Guten Morgen Österreich (Dokumentarfilm)
- 2006: Auf jüdischem Parkett (Dokumentarfilm)
- 2006: Sieh zu, dass du Land gewinnst

Regie/Kamera/Schnitt
- 1985: I didn’t ask you
- 1993: Flügel der Seele
- 1987: Symphony
- 1993: Tattoo
- 1998: Die Weg